# Československá expedice Peru 1970
Československá horolezecká expedice Peru 1970 byla horolezecká expedice z roku 1970 s cílem vystoupit na vrchol Huandoy v peruánském pohoří Cordillera Blanca. 31. května 1970 expedici tragicky ukončilo ničivé zemětřesení o síle 7,9 stupně Richterovy stupnice, během něhož se z vrcholu Huascaránu uvolnila masivní lavina, která usmrtila čtrnáct československých účastníků expedice.

## Příprava
Lidé z horolezeckého oddílu Lokomotiva Liberec začali expedici připravovat již v roce 1968. Původně měla expedice směřovat na Mount McKinley (nyní Denali) nejvyšší horu Severní Ameriky na Aljašce. Expedice byla zaštítěna Horolezeckým svazem a jejím účastníkem se stal také Ivan Bortel patřící k tehdejší světové špičce. Situace se výrazně změnila po invazi „spřátelených vojsk“ v roce 1968, která vycestování do Spojených států znemožnila. V roce 1969 proběhl v Československu kongres Mezinárodní horolezecké federace, na němž bylo domluveno přesměrování expedice do peruánských And. Za nový cíl expedice byla vybrána hora Huandoy.

## Průběh expedice
23. dubna 1970 odletěla patnáctičlenná výprava z Prahy do peruánského hlavního města Lima. Základní tábor byl zřízen ve výšce 3 850 metrů mezi jezery Llanganuco.

### Smrt Ivana Bortela
Výprava byla hned od počátku poznamenána tragickou smrtí horolezce Ivana Bortela (27 let), který 18. května 1970 zahynul na túře pod horou Huandoy při pádu z třicetimetrové výšky. Bortel byl nejzkušenějším horolezcem výpravy a výstup na obtížnou jižní stěnu Huandoy tak nepřicházel v úvahu. Padly návrhy na návrat do Československa, ale nakonec bylo rozhodnuto, že se expedice pokusí o výstup na nejvyšší peruánskou horu Huascarán.

### Lavina
Expedice se proto přesunula do základního tábora, kde ji dne 31. května 1970 v 15:23 místního času zastihlo mohutné zemětřesení o síle 7,9 stupně Richterovy stupnice. Otřesy způsobily uvolnění laviny ledu a kamení ze severní stěny Huascaránu, která se sesunula o 2 500 metrů níže a svým pravým okrajem pohřbila základní tábor expedice. Všech zbylých 14 členů výpravy společně s chilským průvodcem zahynulo.

## Účastníci výpravy
| - Ivan Bortel (27 let) - Arnošt Černík (44 let) - Milan Černý (26 let) - Vilém Heckel (52 let) - Jiří Jech (38 let) - Valerián Karoušek (41 let) - Jaroslav Krecbach (24 let) - Miloš Matras (37 let) | - Ladislav Mejsnar (34 let) - Milan Náhlovský (26 let) - Bohumil Nejedlo (38 let) - Zdeněk Novotný (32 let) - Jiří Rasl (34 let) - Svatopluk Ulvr (32 let) - Václav Urban (35 let) |

## Památník

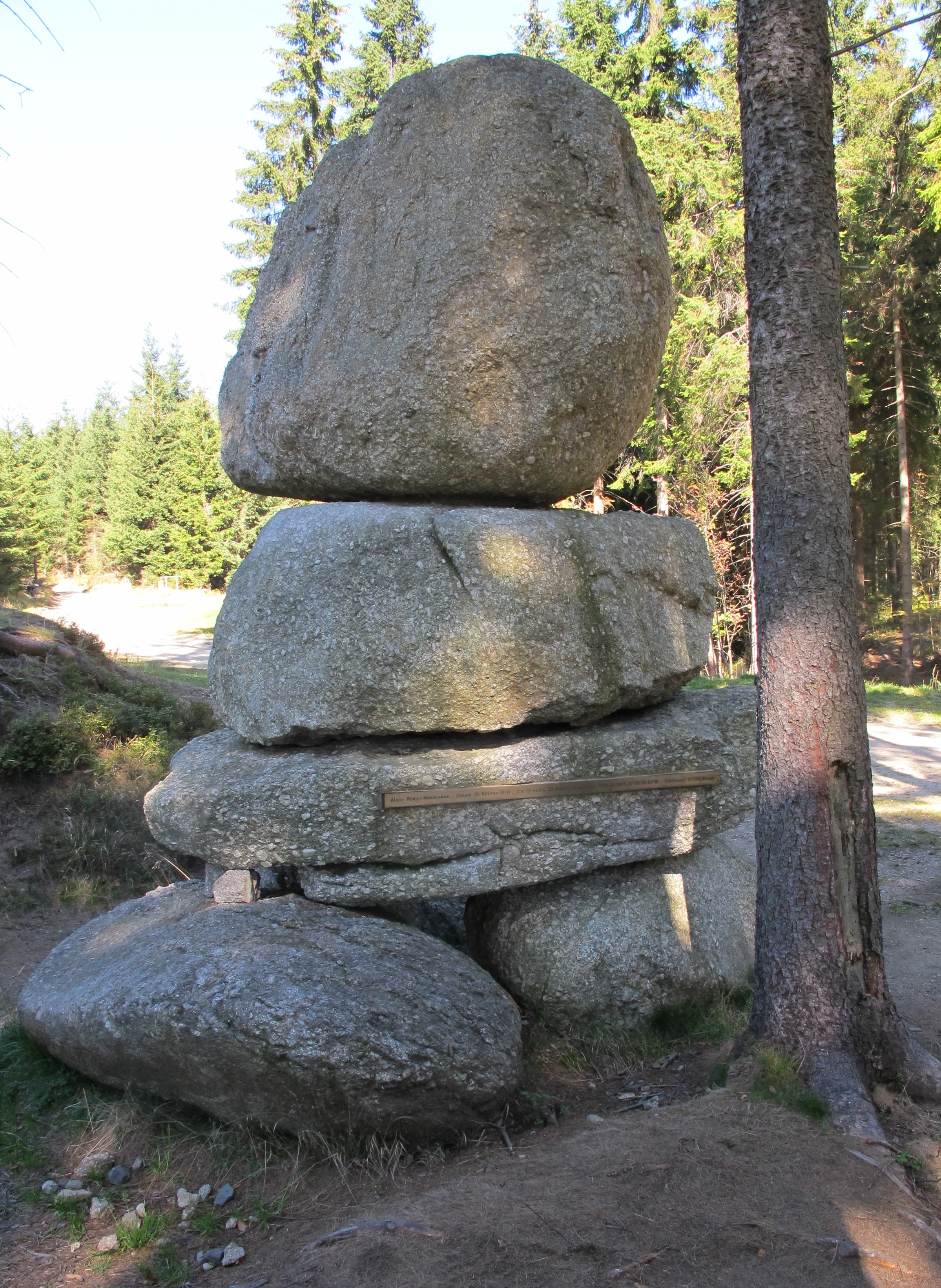
Památník obětem Expedice Peru 1970 u Bedřichova

Na památníku, který stojí nedaleko místa bývalého základního tábora expedice, je umístěn tento nápis:
V květnu roku 1970 stál u jezera Llanganuco základní tábor československé horolezecké expedice. Při zemětřesení dne 31. 5. 1970 byl zasypán kamennou a sněhovou lavinou z vrcholu Huascaránu. Všichni členové expedice spolu se svým chilským přítelem zahynuli. Vzpomínáme na Vás, kamarádi.

 Odhalení pamětního kříže se zúčastnil salesiánský misionář českého původu Josef Šafařík.
V listopadu 2011 české velvyslanectví v Peru se sídlem v Limě umístilo na hlavní cestě v okolí Lagunas de Llanganuco dřevěný ukazatel k památníku místa neštěstí. Dříve nebylo toto místo nijak označeno a bylo těžké ho najít. Na ukazatel přispěl finanční částkou i Český horolezecký svaz. K připomenutí památky českých obětí zemětřesení byl lyžařský závod Jizerská padesátka pojmenován Memoriál Expedice Peru. Všichni členové expedice mají také pamětní cedulky na Symbolickém hřbitově horolezců v Českém ráji, další památník je také u Bedřichova.
Od roku 1976 v Praze-Strašnicích (v parku nad ulicí V Úžlabině) stojí památník věnovaný Československé expedici Peru 1970 a především jednomu z členů expedice, Valeriánovi Karouškovi. Autorem byl přítel V. Karouška, akademický sochař Miloslav Hejný (1925–2013). Socha s názvem Život, připomíná horu nebo orla a navozuje pocit padající masy.